# Kitagawia
Kitagawia är ett släkte i familjen flockblommiga växter. Det beskrevs av Michail Pimenov 1986.

## Arter
Släktet omfattar åtta arter i tempererade Asien:
- Kitagawia baicalensis (Redowsky ex Willd.) Pimenov
- Kitagawia eryngiifolia (Kom.) Pimenov
- Kitagawia formosana (Hayata) Pimenov
- Kitagawia litoralis (Vorosch. & Gorovoj) Pimenov
- Kitagawia pilifera (Hand.-Mazz.) Pimenov
- Kitagawia praeruptora (Dunn) Pimenov
- Kitagawia stepposa (Y.H.Huang) Pimenov
- Kitagawia terebinthacea (Fisch. ex Trevir.) Pimenov